# Мазио (Алесандрија)
Мазио (итал. Masio) је насеље у Италији у округу Алесандрија, региону Пијемонт.
Према процени из 2011. у насељу је живело 612 становника. Насеље се налази на надморској висини од 134 м.

## Становништво
| 1931. | 1936. | 1951. | 1961. | 1971. | 1981. | 1991. | 2001. | 2011. |
| ----- | ----- | ----- | ----- | ----- | ----- | ----- | ----- | ----- |
| 2.476 | 2.304 | 2.023 | 1.746 | 1.602 | 1.633 | 1.552 | 1.440 | 1.465 |